# Are We Flying Tour
Are We Flying Tour, conosciuto come Tate McRae Live Tour per le date del 2022, è stato il primo tour musicale della cantante canadese Tate McRae, a supporto del suo primo album in studio I Used to Think I Could Fly (2022).

## Scaletta
Questa scaletta rappresenta quella del concerto del 12 settembre 2023 a Toronto. Non è, pertanto, rappresentativa per tutti gli spettacoli del tour.
1. Uh Oh
2. Stupid
3. You're So Cool
4. Don't Come Back
5. Feel like Shit
6. That Way
7. R U OK
8. Boy X
9. Chaotic
10. Go Away
11. 10:35
12. Rubberband
13. What's Your Problem?
14. She's All I Wanna Be
15. You Broke Me First

## Date del tour
| Data              | Città                | Stato           | Luogo                      |
| Nord America      | Nord America         | Nord America    | Nord America               |
| ----------------- | -------------------- | --------------- | -------------------------- |
| 8 marzo 2022      | Vancouver            | Canada          | Vogue Theatre              |
| 10 marzo 2022     | Seattle              | Stati Uniti     | The Showbox SoDo           |
| 11 marzo 2022     | Portland             | Stati Uniti     | Wonder Ballroom            |
| 13 marzo 2022     | San Francisco        | Stati Uniti     | The Fillmore               |
| 14 marzo 2022     | Los Angeles          | Stati Uniti     | The Fonda Theatre          |
| 15 marzo 2022     | Los Angeles          | Stati Uniti     | The Fonda Theatre          |
| 17 marzo 2022     | Santa Ana            | Stati Uniti     | The Observatory            |
| 18 marzo 2022     | Phoenix              | Stati Uniti     | Crescent Ballroom          |
| 21 marzo 2022     | Austin               | Stati Uniti     | Emo's                      |
| 22 marzo 2022     | Houston              | Stati Uniti     | House of Blues             |
| 27 marzo 2022     | Washington, D.C.     | Stati Uniti     | 9:30 Club                  |
| 28 marzo 2022     | Filadelfia           | Stati Uniti     | The Theatre of Living Arts |
| 30 marzo 2022     | New York City        | Stati Uniti     | Irving Plaza               |
| 31 marzo 2022     | New York City        | Stati Uniti     | Irving Plaza               |
| 1º aprile 2022    | Boston               | Stati Uniti     | Royale                     |
| 3 aprile 2022     | Montréal             | Canada          | Théâtre Corona             |
| 4 aprile 2022     | Toronto              | Canada          | Danforth Music Hall        |
| 5 aprile 2022     | Royal Oak            | Stati Uniti     | Royal Oak Music Theatre    |
| 7 aprile 2022     | Nashville            | Stati Uniti     | The Basement East          |
| 8 aprile 2022     | Nashville            | Stati Uniti     | The Basement East          |
| 9 aprile 2022     | Chicago              | Stati Uniti     | House of Blues             |
| 11 aprile 2022    | Minneapolis          | Stati Uniti     | First Avenue               |
| 14 aprile 2022    | Englewood            | Stati Uniti     | Gothic Theatre             |
| 16 aprile 2022    | Salt Lake City       | Stati Uniti     | The Grand at The Complex   |
| Europa            |                      |                 |                            |
| 4 maggio 2022     | Amburgo              | Germania        | Fabrik                     |
| 5 maggio 2022     | Colonia              | Germania        | Carlswerk Victoria         |
| 7 maggio 2022     | Francoforte sul Meno | Germania        | Batschkapp                 |
| 8 maggio 2022     | Monaco di Baviera    | Germania        | Freiheitshalle             |
| 9 maggio 2022     | Milano               | Italia          | Santeria Toscana 31        |
| 11 maggio 2022    | Vienna               | Austria         | SimmCity                   |
| 12 maggio 2022    | Praga                | Repubblica Ceca | Roxy                       |
| 14 maggio 2022    | Varsavia             | Polonia         | Klub Proxima               |
| 15 maggio 2022    | Berlino              | Germania        | Hole 44                    |
| 17 maggio 2022    | Amsterdam            | Paesi Bassi     | The Max                    |
| 18 maggio 2022    | Anversa              | Belgio          | Trix Zaal                  |
| 19 maggio 2022    | Parigi               | Francia         | Petit Bain                 |
| 12 giugno 2022    | Manchester           | Regno Unito     | O2 Ritz                    |
| 13 giugno 2022    | Birmingham           | Regno Unito     | O2 Institute               |
| 15 giugno 2022    | Londra               | Regno Unito     | O2 Forum Kentish Town      |
| 17 giugno 2022    | Dublino              | Irlanda         | The Academy                |
| 18 giugno 2022    | Dublino              | Irlanda         | The Academy                |
| 20 giugno 2022    | Glasgow              | Regno Unito     | SWG3 Warehouse             |
| Oceania           |                      |                 |                            |
| 14 luglio 2022    | Perth                | Australia       | Astor Theatre              |
| 16 luglio 2022    | Brisbane             | Australia       | Fortitude Music Hall       |
| 17 luglio 2022    | Sydney               | Australia       | Enmore Theatre             |
| 20 luglio 2022    | Melbourne            | Australia       | Forum Theatre              |
| 22 luglio 2022    | Adelaide             | Australia       | Adelaide Showground        |
| 24 luglio 2022    | Auckland             | Nuova Zelanda   | Shed 10                    |
| Nord America      |                      |                 |                            |
| 5 settembre 2023  | Chicago              | Stati Uniti     | Riviera Theatre            |
| 6 settembre 2023  | Minneapolis          | Stati Uniti     | Fillmore Minneapolis       |
| 8 settembre 2023  | Detroit              | Stati Uniti     | The Fillmore Detroit       |
| 10 settembre 2023 | Montréal             | Canada          | MTELUS                     |
| 11 settembre 2023 | Toronto              | Canada          | History                    |
| 12 settembre 2023 | Toronto              | Canada          | History                    |
| 14 settembre 2023 | Filadelfia           | Stati Uniti     | The Fillmore Philadelphia  |
| 16 settembre 2023 | Boston               | Stati Uniti     | House of Blues             |
| 18 settembre 2023 | Silver Spring        | Stati Uniti     | The Fillmore Silver Spring |
| 19 settembre 2023 | New York City        | Stati Uniti     | Pier 17                    |
| 20 settembre 2023 | New York City        | Stati Uniti     | Pier 17                    |
| 23 settembre 2023 | Nashville            | Stati Uniti     | Marathon Music Works       |
| 25 settembre 2023 | Atlanta              | Stati Uniti     | The Tabernacle             |
| 29 settembre 2023 | Houston              | Stati Uniti     | Bayou Music Center         |
| 30 settembre 2023 | Austin               | Stati Uniti     | The Moody Theater          |
| 2 ottobre 2023    | Denver               | Stati Uniti     | Summit Music Hall          |
| 4 ottobre 2023    | Los Angeles          | Stati Uniti     | Hollywood Palladium        |
| 5 ottobre 2023    | Los Angeles          | Stati Uniti     | Hollywood Palladium        |
| 7 ottobre 2023    | Phoenix              | Stati Uniti     | The Van Buren              |
| 9 ottobre 2023    | San Francisco        | Stati Uniti     | Masonic Auditorium         |
| 11 ottobre 2023   | Portland             | Stati Uniti     | Crystal Ballroom           |
| 13 ottobre 2023   | Seattle              | Stati Uniti     | Paramount Theatre          |
| 15 ottobre 2023   | Dallas               | Stati Uniti     | House of Blues             |